# معركة ابي عقبة 1648
معركة أبي عقبة وقعت سنة 1648م (1058 هـ) بين قوات زاوية الدلاء الأمازيغية الصنهاجية  بقيادة محمد الحاج الدلائي، وجيش الدولة السعدية بقيادة السلطان محمد الشيخ بن زيدان، في منطقة وادي العبيد قرب أبي عقبة بجبال تادلا. انتهت المعركة بـنصر ساحق للبربر، حيث تشتت الجيش السعدي وفر السلطان من أرض المعركة.

## خلفية
تشكلت زاوية الدلاء كقوة صوفية أمازيغية في أعالي جبال تادلا، تنتمي إلى القبائل الصنهاجية، وكانت في بدايتها مركزًا دينيًا تحوّل تدريجيًا إلى كيان سياسي وعسكري مؤثر. مع انهيار الدولة السعدية بعد وفاة أحمد المنصور الذهبي، بدأ فراغ سياسي في المغرب استغلته الزوايا القوية، ومن أبرزها الزاوية الدلائية. وقد بدأ محمد الحاج الدلائي مشروعًا سياسيًا ذا طابع أمازيغي تحرري، هدفه كسر السلطة السعدية المركزية.

## سير المعركة
بهدف وقف توسع الزاوية، خرج السلطان محمد الشيخ بن زيدان من مراكش على رأس جيش من قبائل ملوية، وواجه جيش زاوية الدلاء في منطقة وادي العبيد. نشبت معركة ضارية انتهت بهزيمة السعديين، وهروب السلطان، وتشتت جيشه، في لحظة اعتُبرت تاريخيًا بمثابة نهاية حقيقية للنفوذ السعدي في جبال الأطلس.

## النتائج
- نصر ساحق لزاوية الدلاء والبربر
- بداية السيطرة الدلائية على تادلا وفاس
- توسع النفوذ السياسي والعسكري لزاوية الدلاء
- تراجع الدولة السعدية نحو مراكش فقط